# Austrália nos Jogos Paralímpicos de Verão de 1976
Austrália participou dos Jogos Paralímpicos de Verão de 1976, que foram realizados na cidade de Toronto, no Canadá, entre os dias 3 e 11 de agosto de 1976.
Obteve 42 medalhas, das quais 16 de ouro.